# 洪範
洪範，《尚書》篇名，「洪」是大的意思，「範」是法的意思。用現代語言來說，洪範就是「大法」，近似於「國家憲法」之意。
尚書序說洪範為箕子向周武王陳述的「天地之大法」。漢朝時人把洪範當作傳說中的「洛書」，《漢書·五行志》曰：「禹治洪水，賜洛書，法而陳之，洪範是也。」認為禹治洪水時，上天就賜以洪範，幫助他治水。
洪範說：“肅，時寒若”，“乂，時暘若”，意思是說君主施政態度能影響天氣的變化。汉代董仲舒在洪範的理论基础上，提出了“天人感應”之說。
現代漢語的「範疇」一詞翻譯自「κατηγορία」，是由日本學者井上哲次郎在《哲學字彙》（1881年）中借用《尚書‧洪範》中「洪範九疇」一詞作為英文category的譯語而來。

## 內容
傳說大禹治水時，天賜予洪範，分為九疇（類），助其治水。周武王滅殷之後，向殷商遺臣箕子問道，箕子認為「天以是道畀之禹，傳至於我，不可使自我而絕，以武王而不傳，則天下無可傳者矣」，於是為武王陳述了這篇建國君民的大則大法：
1. 五行：水、火、木、金、土
身為一國之君，須明察五行之理，善於調和運用這五種類型的資材（material），來促進人民生活安樂。
2. 敬用五事：貌、言、視、聽、思
國君治理人民要具備這五樣修養：容貌恭敬才能表現嚴肅；言論正當辦事才會順利；視察清楚才可明辨一切；聽聞聰敏謀事才易成功；思慮通達成為聖人。
3. 農用八政：食、貨、祀、司空、司徒、司寇、賓、師
為民設置職掌食糧、財貨、祭祀、營建、戶口、刑獄、朝覲、軍事的官員。
4. 協用五紀：歲、月、日、星辰、曆數
君王的施政要協天時以敬人事，了解這五種紀天時的方法，才可獲致最大成效。
5. 建用皇極：大中至正之王道
人君治民、教民、養民所應遵守的法度：無偏無陂，遵王之義；無有作好，遵王之道；無有作惡，遵王之路。無偏無黨，王道蕩蕩；無黨無偏，王道平平；無反無側，王道正直。
6. 乂用三德：正直、剛克、柔克
治理人民所當採取的三種方法。平和安寧之世，用正直之道來治理；若有頑劣倔強的人，用強硬的武力制服，使其收斂；若對溫馴柔順的人，則用迂迴友善的態度，贏取信賴。
7. 明用稽疑：謀及乃心，謀及卿士，謀及庶人，謀及卜筮（雨，霽，蒙〔霧〕，驛〔圛〕，克，貞，悔）
國君倘若遇到重大疑難，自己要好好思量，其次與卿士商議，然後徵求人民的意見，最後再卜筮尋求天意。卜兆有五：雨，霽，蒙〔霧〕，驛〔圛〕，克；占筮有二：貞，悔
8. 念用庶徵：雨、暘、燠、寒、風；休徵、咎徵
觀察「雨」(下雨)、「暘」（晴天）、「燠」（炎熱）、「寒」（寒冷）、「風」（颳風）的天象，來驗證施政得失的徵兆；人君須時時修德執中，勤政愛民，不可有稍忽逸樂與怠惰。
9. 嚮（饗）用五福：壽、富、康寧、攸好德、考（老）終命；威用六極：凶短折、疾、憂、貧、惡、弱
君行王道，天即賜五福；不行王道，天則降六極。

## 成立年代
對於洪範的成立年代，傳統上認為是西周初年所作。至1928年，劉節在《東方雜誌》上發表〈洪範疏證〉，推論洪範為戰國末期所作，是陰陽五行家託古之説，得到梁啟超的贊同，獲得廣泛的影響。對於劉節的論證，後來的一些學者有所批評和修正，不過大抵仍認為是戰國時期成立，如童書業、屈萬里持戰國早期説，張西堂持戰國中期説。
對於戰國成立說，亦有一些學者持反對意見，如徐復觀寫成《陰陽五行觀念之演變及若干有關文獻的成立時代與解釋的問題》，認為洪範是夏禹集結古代的政治經驗傳承下來，由箕子傳給周武王，不過經過了整理而使得內容有所修改。陳蒲清也提出論證，主張是西周初年所作。
近來，李學勤、裘錫圭等人，又依據⿸厂豕叔多父盤和燹公盨銘文的詞句，認為《洪範》非出自於戰國時期。裘錫圭在考釋西周中期後的燹公盨文字後，認為「燹公盨銘中的一些詞語和思想需要以洪範爲背景來加以理解，這説明在鑄造此盨的時代（大概是恭、懿、孝王時期），洪範已是人們所熟悉的經典了。由此看來，洪範完全有可能在周初已基本寫定。如果我們對「設正」的解釋符合原意，洪範以水、火、木、金、土為五行的內容，也應是原有的，並非出自春秋或戰國時代人之手。」

## 外部連結
- 尚書洪範今註今譯 （页面存档备份，存于） 作者：屈萬里